# Endless Summer (píseň)
Endless Summer (Nekonečné léto) je píseň německé skupiny Scooter z alba ...And The Beat Goes On! z roku 1995. Jako singl vyšla píseň v roce 1995. HPV je zpíván Ferrisem Buellerem

## Seznam skladeb
1. Endless Summer (Maxi Version) – (5:14)
2. Endless Summer (Radio Edit) – (3:55)
3. Across The Sky – (5:44)

## Umístění ve světě
| Hitparáda | Umístění |
| --------- | -------- |
| Švýcarsko | 11       |
| Rakousko  | 18       |
| Finsko    | 13       |
| Francie   | 48       |